# Spermophilus
Spermophilus este un gen de animale rozătoare din familia Sciuridae. În România poate fi întâlnit prin specia popândăului european.

## Aspecte morfologice

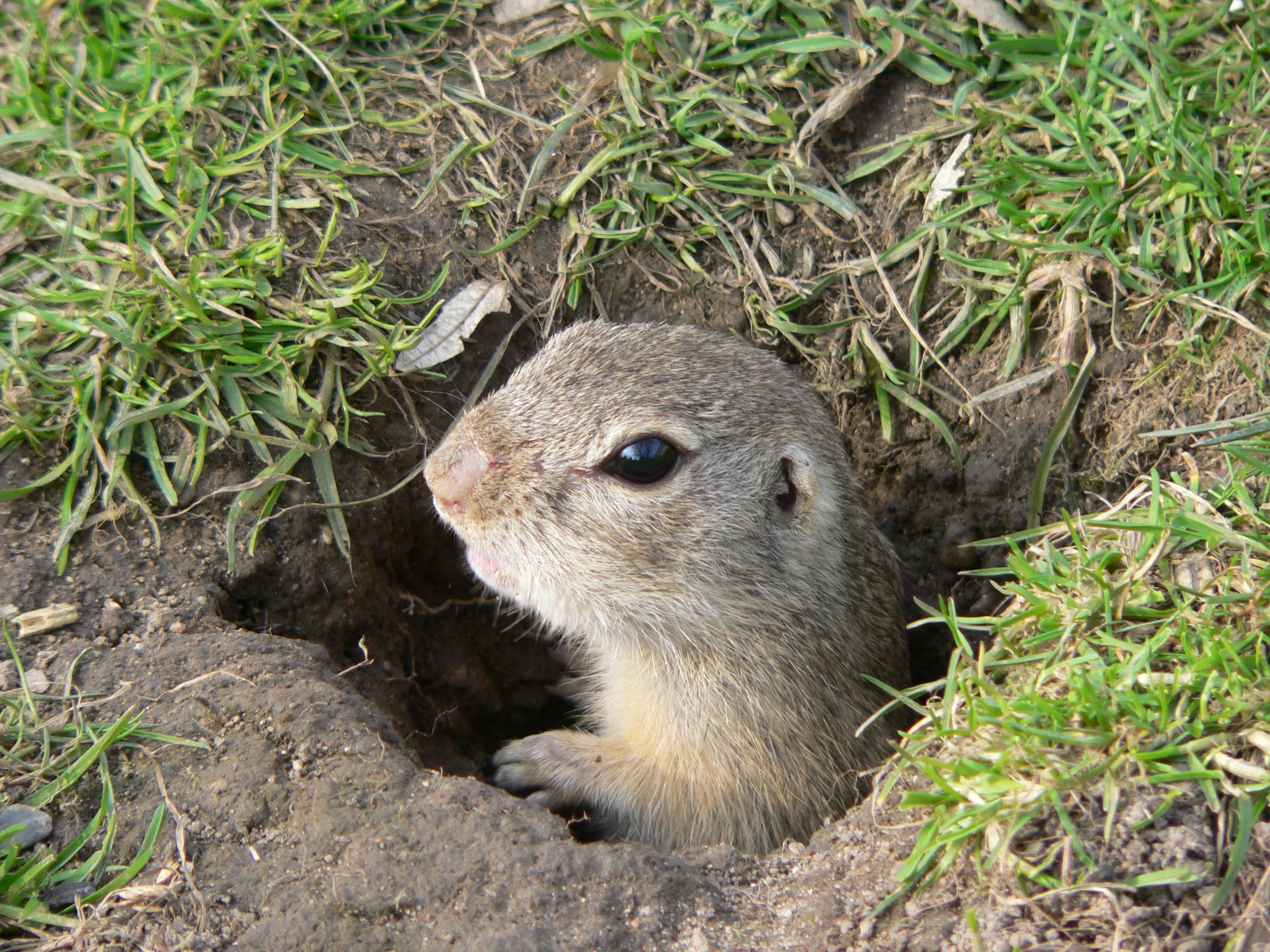
Spermophilus

Toate animalele din această grupă sunt rozătoare, pe partea dorsală (spate) sunt în general de culoare brună sau cenușie, iar ventral ( pe burtă ) sunt de culoare gălbuie. Cele mai multe specii poartă dungi sau pete de culori diferite. Popândăii aurii, din subfamilia Callospermophilus vara au pe cap și regiunea umerilor (omoplaților), blana de  de un galben intens. Lungimea corpului diferă în funcție de specie, ea fiind între 13 și 40 cm, cu o greutate corporală între  85 g și 1 kg, iar lungimea cozii fiind între 4 și 25 cm.

## Areal de răspândire
Arealul de răspândire al popândăilor se întinde în Euroasia, din Austria, 
Asia Centrală, ajunge până în Siberia și Mongolia. În America de Nord, se află în zonele de munte, păduri, prerie, tundră și deșert, din Canada, vestul SUA și zona centrală a Mexicului. În Europa trăiesc numai două specii: popândăul european (Spermophilus citellus), și popândăul perlat (Spermophilus suslicus). În trecut el a fost întâlnit și în Germania, în apropiere de granița cu Cehia. Din anul 2006 se încearcă în Saxonia repopularea cu popândăi.

## Mod de viață
Popândăul sapă două tipuri de galerii subterane, unul pe care îl sapă tot timpul anului, în el se ascund în anotimpul cald și unul săpat pentru sezonul rece, de iarnă, unde hibernează, nasc și cresc puii. Tunelul lor este compartimentat, el are o ieșire principală și mai multe ieșiri laterale. Hrana popândăilor este mai ales de natură vegetală, ea constă din semințe, rădăcini, tuberculi și bulbi de plante. Popândăii se mai hrănesc cu nevertebrate mici, insecte. Spre toamnă încep să-și facă rezerve de hrană, pe care le depun în galeriile subterane. Perioada de hibernare durează în general din luna septembrie până în luna martie, în această perioadă se hrănesc mai rar. Înaintea perioadei de hibernare închid cu pământ gura de ieșire. Masculii apără teritoriul lor față de alți masculi, femelele nu țin cont de teritoriu, ele nu sunt gonite. Prin acest mod de viață masculii au un fel de harem, în această formă de colonie, între membri, nu se formează legături sociale strânse.  Săpatul galeriilor este preluată de femelele tinere (fiice), puii masculi , când ajung la maturitatea sexuală, sunt goniți. Unii dintre acesti masculi goniți devin o pradă ușoară pentru păsările răpitoare sau animalele carnivore. Împerecherea la popândăi are loc o dată pe an, după perioada de hibernare, între lunile martie și mai, ea durează între una sau două săptămâni. Femela în funcție de specie, naște între  2 și 15 pui, greutatea noilor născuti (ca. 10 g), este în funcție de numărul lor. Puii ajung maturitatea sexuală la vârsta de 11 luni. Durata vieții masculilor este mai scurtă, ei trăiesc, din cauza luptelor pentru apărarea teritoriului, numai 6 ani, pe când femelele trăiesc cca. 11 ani.

## Sistematică
Genul Spermophilus cuprinde 38 de specii, până în 1816, înainte de clasificarea lui Carl von Linne, genul era numit de Lorenz Oken Citellus. Aceste animale se presupune că au apărut în America de Nord în perioada miocenă, la scurt timp a apărut în Asia iar în Europa este semnalat numai în perioada pleistocenă. Speciile existente în Asia sunt descrise mai amănunțit în lucrarea Mammal Species of the World, din 1993, a lui Wilson și Reeder. 
Subgenul Colobotis cuprinde speciile: 
- Spermophilus major, întâlnit în Siberia și Mongolia
- Spermophilus erythrogenys, întâlnit în sudul Siberiei și Mongoliei, că și în provincia Xinjiang
- Spermophilus fulvus, întâlnit în Asia Centrală

Subgenul Urocitellus: 
- Spermophilus undulatus, întâlnit în sudul Siberiei și Mongoliei, ca și în provincia Xinjiang
- permophilus parryii, întâlnit în nordul Siberiei, Alaska, nordvestul Canadei
- Spermophilus columbianus, întâlnit în America de Nord (provinciile sau statele: British Columbia, Washington, Oregon, Montana, Idaho)

Subgenul Spermophilus: 
- Spermophilus townsendii,  întâlnit în Washington
- Spermophilus canus, întâlnit în Oregon, Idaho, Nevada
- Spermophilus mollis, întâlnit în Washington, Nevada
- Spermophilus washingtoni, întâlnit în Washington
- Spermophilus armatus,  întâlnit în Wyoming, Montana
- Spermophilus beldingi, întâlnit în Oregon, Idaho, Nevada
- Spermophilus richardsonii, întâlnit în provinciile si statele  Alberta, Saskatchewan, Manitoba, Montana, North Dakota, South Dakota
- Spermophilus elegans, întâlnit în Wyoming, Idaho
- Spermophilus brunneus, întâlnit în Idaho
- Spermophilus dauricus, întâlnit în Mongolia la granita cu Sibiria si China
- Spermophilus alashanicus, întâlnit în Mongolia
- Spermophilus relictus, întâlnit în muntii Tian Shan, Turcmenia, China
- Spermophilus citellus, întâlnit în Polonia, Cehia, Ucraina de vest, Balcani
- Spermophilus xanthoprymnus, întâlnit în Caucaz, Anatolia, Siria
- Spermophilus suslicus, întâlnit în Polonia, Ucraina, România, si Rusia la vest de Volga
- Spermophilus musicus, întâlnit în Georgia (Asia)
- Spermophilus pygmaeus, întâlnit în Ucraina, Rusia de sud-vest, Kazahstan

Subgenul Ictidomys:
- Spermophilus tridecemlineatus, întâlnit în preriile din SUA si Canada
- Spermophilus mexicanus, întâlnit în Mexicul central si de nord-est, Texas
- Spermophilus spilosoma, întâlnit în Mexicul de nord, statele  Texas, New Mexico, Arizona, Colorado, Kansas
- Spermophilus perotensis, întâlnit în statele mexicane, Veracruz si Puebla

Subgenul Poliocitellus:
- Spermophilus franklinii, întâlnit în preriile din nord

Subgenul Otospermophilus:
- Spermophilus variegatus, întâlnit în nord-vestul SUA, Mexicul central
- Spermophilus beecheyi, întâlnit în Oregon, California
- Spermophilus atricapillus, întâlnit în Peninsula Baja California
- Spermophilus annulatus, întâlnit în Mexicul central
- Spermophilus adocetus, întâlnit în Mexicul central

Subgenul Xerospermophilus:
- Spermophilus mohavensis, întâlnit în California
- Spermophilus tereticaudus, întâlnit în California,  Arizona, Peninsula Baja California, Sonora (Mexic)

Subgenul Callospermophilus:
- Spermophilus lateralis, întâlnit în provincia  British Columbia, muntii din vestul SUA
- Spermophilus saturatus, întâlnit în British Columbia, Washington
- Spermophilus madrensis, întâlnit în Chihuahua (Mexic)